# Computer Space
Computer Space este un joc video arcade lansat în noiembrie 1971  de Nutting Associates. Creat de Nolan Bushnell și Ted Dabney, cei care vor crea Atari, Inc., se consideră în general că acesta este primul joc video comercializat. 

## Computer Spaceîn cultura populară
Un Computer Space albastru apare în programul de televiziune The Electric Playground, fiind prezentat într-o relatare despre formarea companiei Atari.
Computer Space apare în filmul din 1973  Soylent Green și în cel din 1975 Jaws.